# Камилови
Камиловите (Camelidae) са семейство чифтокопитни бозайници, които се отделят в подразред Мазолестоноги (Tylopoda). Имат високо тяло с дълги крайници и дълга шия. На краката си имат по два пръста със слабо развити копита и мазолести възглавнички отдолу. Кучешките им зъби са добре развити. Стомахът им се състои от три камери, като в специални вдлъбнатини на търбуха се задържа запас от течности. Мазнините в гърбиците на камилите при окисляване се преобразуват в запасна храна и вода. Характерни особености са още овалната форма на еритроцитите и липсата на жлъчен мехур.
Към семейството на камилите се отнасят и американските лами.

## Класификация
Семейство Камилови
- род Camelus
  - Camelus dromedarius – Едногърба камила, дромедар
  - Camelus bactrianus – Двугърба камила, бактриана
- род Lama
  - Lama glama – Лама, домашна лама
  - Lama guanicoe – Гуанако
- род Vicugna (Lama)
  - Vicugna vicugna – Викуня
  - Vicugna pacos – Алпака